# Plan de Maitland

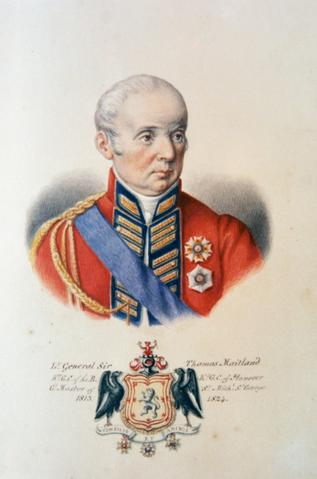
Sir Thomas Maitland (1759-1824)

El Plan Maitland es un documento redactado por el teniente general del Ejército Británico y gobernador colonial Thomas Maitland. Fue concebido a principios del año 1800, y no tiene destinatario.
Se encuentra registrado en el Archivo General de Escocia bajo el título de «Plan para capturar Buenos Aires y Chile y luego ‘emancipar’ Perú y México». La mención de México fue un error, ya que el objetivo del plan era la emancipación de Perú y Quito (actual Ecuador). Al advertir el error, Maitland tachó "México" y escribió abajo "Quito", pero omitió corregirlo al final del plan, cuando lo sintetiza diciendo que el objetivo sería «indudablemente la emancipación de Perú y México».
En 1998, el expolítico Rodolfo Terragno afirmó haber leído el plan y publicó un libro titulado Maitland & San Martín. Según esta obra, los puntos principales consistían en:
- Ganar el control de Buenos Aires.
- Tomar posiciones en Mendoza.
- Coordinar las acciones con un ejército separatista en Chile.
- Cruzar los Andes.
- Derrotar a los españoles y controlar Chile.
- Continuar por mar y someter Perú.[4]

Terragno alega que existen similitudes entre la campaña de José de San Martín y el plan de Maitland, que invitan a pensar que San Martín probablemente lo haya conocido a través de miembros de la Logia Lautaro. Esta logia fue fundada por Francisco de Miranda y el lord escocés James Duff, IV conde de Fife, popularmente conocido como Lord MacDuff (James Duff, 4th Earl Fife).
Aun así, Terragno reconoce diferencias entre el plan de Maitland y la campaña de San Martín, y sostiene que es posible que San Martín haya coincidido con Maitland sin saberlo, ya que ambos eran estrategas europeos, acostumbrados a hacer planes sobre mapas, y que debieron leer libros de estrategia inspirados en Alejandro, Ciro, Carlomagno, Napoleón (contra cuyo ejército pelearon ambos) o Aníbal, quien, a semejanza del cruce de los Andes de San Martín, atravesó con sus fuerzas los Alpes para pelear contra el Imperio Romano.
El profesor de historia Enrique Díaz Araujo, en su obra San Martín: cuestiones disputadas, critica el libro de Terragno. Al estudiar la vida de San Martín tanto en Europa como en América, Díaz Araujo señala que la decisión de realizar las operaciones sobre Chile y posteriormente sobre Perú habría surgido en el momento, dada la evolución de los sucesos especialmente en Chile, y no como algo pensado y elaborado en Europa antes de la llegada a América.